# Notícias Populares
Notícias Populares ("Noticias Populares" en portugués), también referido sencillamente como NP, fue un periódico brasileño sensacionalista publicado por la empresa brasileña Folha da Manhã desde 1963 hasta el 2001.
Notícias Populares era conocido por sus editoriales sobre temas como el delito, sexo y violencia escritas en una manera gráfica. También era conocido por su publicación de bulos editoriales como el caso del Bebê Diabo (Bebé Diablo).

## Historia
El diario fue establecido en 1963 por Herbert Levy, presidente del partido político Unión Democrática Nacional y dueño del diario Gazeta Mercantil. Su objetivo era competir con el papel que de ideología política de izquierda Última Hora. 
La primera edición de Notícias Populares fue publicado el 15 de octubre de 1963, con una circulación de 15.000 copias. Su primer editor era Jean Mellé, brasileño nacido en Rumanía. En 1965 el diario se vendió a Folha da Manhã, el editor de Folha de S. Paulo.
La última edición de Notícias Populares fue impresa el 20 de enero de 2001.